# Robbie Kruse
Robbie Thomas Kruse (ur. 5 października 1988 w Brisbane) – australijski piłkarz, który występował na pozycji pomocnika. W latach 2011-2019 wielokrotny reprezentant Australii. Uczestnik Mistrzostw Świata 2018.
W swojej karierze występował m.in. w takich klubach jak: Bayer 04 Leverksuen, VfL Bochum, Fortuna Düsseldorf, Melbourne Victory czy Brisbane Roar.

## Kariera klubowa
Kruse jako junior grał w zespołach Albany Creek, QAS oraz AIS. W 2007 roku trafił do Queensland Roar z A-League. W tych rozgrywkach zadebiutował 5 października 2007 roku w wygranym 2:1 pojedynku z Wellington Phoenix, w którym strzelił także gola. Po zakończeniu sezonu 2008/2009 Queensland Roar zmieniło nazwę na Brisbane Roar. W 2009/2010 w jego barwach Kruse rozegrał 5 spotkań, a potem odszedł z klubu.
We wrześniu 2009 roku podpisał kontrakt z klubem Melbourne Victory, również z A-League. Pierwszy ligowy mecz zaliczył tam 13 września 2009 roku przeciwko Wellington Phoenix (1:1). W 2010 roku wywalczył z zespołem wicemistrzostwo Australii. Rok później zdecydował się na wyjazd do Europy, gdzie związał się kontraktem z klubem 2. Bundesligi – Fortuna Düsseldorf. Już w pierwszym sezonie awansował ze swoim klubem do 1. Bundesligi. 13 kwietnia 2013 roku ogłoszono transfer Kruse do Bayeru 04. W Bayerze nie był zawodnikiem pierwszego wyboru, w związku z czym ostatniego dnia okienka transferowego latem 2015 roku trafił na wypożyczenie do VfB Stuttgart. Umowę rozwiązano 1 lutego 2016 roku, a zawodnik trafił do chińskiego klubu Liaoning Whowin. W maju 2017 roku zawodnik odszedł z tego klubu, w związku z nieotrzymywaniem wynagrodzenia za grę. Przed rozpoczęciem sezonu 2017/2018 trafił do VfL Bochum.

## Kariera reprezentacyjna
W reprezentacji Australii Kruse zadebiutował 5 stycznia 2011 roku w zremisowanym 0:0 towarzyskim meczu ze Zjednoczonymi Emiratami Arabskimi. W tym samym roku został powołany do kadry na Puchar Azji. W eliminacjach do Mistrzostw Świata 2014 również brał udział, ale z wyjazdu na turniej finałowy wyeliminowała go kontuzja. W 2015 roku pojechał z reprezentacją na Puchar Azji. Wystąpił tam we wszystkich meczach „Socceros”, jednak w meczu finałowym doznał kontuzji w drugiej połowie i został zmieniony przez Jamesa Troisiego. Ostatecznie Australia pokonała Koreę Południową i zwyciężyła w turnieju. W 2018 roku Kruse pojechał po raz pierwszy w karierze na Mistrzostwa Świata.